# Bad Hair Day
Bad Hair Day är ett musikalbum från 1996 av den amerikanske artisten "Weird Al" Yankovic. Det är det sista albumet som Weird Al hade sitt "klassiska" utseende, med mustasch, glasögon och kort, lockigt hår.

## Låtförteckning
1. Amish Paradise (parodi på Coolios Gangsta's Paradise)
2. Everything You Know Is Wrong (stilparodi på They Might Be Giants)
3. Cavity Search (parodi på U2s Hold Me, Thrill me, Kiss Me, Kill Me)
4. Callin' in Sick (stilparodi på Nirvana)
5. The Alternative Polka (ett polkamedley av följande låtar:
  - Becks Loser,
  - Stone Temple Pilots Sex Type Thing,
  - Sheryl Crows All I Wanna Do,
  - Nine Inch Nails Closer,
  - R.E.Ms Bang and Blame,
  - Alanis Morissette You Oughta Know,
  - The Smashing Pumpkins Bullet with Butterfly Wings,
  - Red Hot Chili Peppers My Friends,
  - Foo Fighters I'll Stick Around,
  - Soundgardens Black Hole Sun, och
  - Green Days Basket Case.)
6. Since You've Been Gone (Stilparodi på A cappella)
7. Gump (parodi på Presidents Of The United States of Americas Lump)
8. I'm So Sick Of You (Stilparodi på Elvis Costello)
9. Syndicated Inc. (parodi på Soul Asyms Misery)
10. I Remember Larry (Stilparodi på See The Constellation av They Might Be Giants och We didn't start the fire av Billy Joel)
11. Phony Calls (parodi på TLCs Waterfalls)
12. the Night Santa Went Crazy (Stilparodi på Black Gold av Soul Asym)